# Xoài Fascell
Xoài ' Fascell' là tên một giống xoài thương mại bắt nguồn từ khu vực miền nam Florida.

## Lịch sử
Cây ban đầu được trồng từ một hạt giống bởi Michael Fascell ở Miami, Florida vào năm 1929, và có khả năng là cây lai giữa Haden và Brooks. Ý định của Fascell là tạo ra sự đa dạng trái cây để lấp đầy khoảng trống giữa mùa thu hoạch của Haden và Brooks. Cây đầu tiên ra quả vào năm 1936. Fascell, một người trông nom vườn và là thành viên nổi bật của Diễn đàn Xoài Florida, đã được cấp bằng sáng chế đối với trái cây vào năm 1941 (bằng sáng chế thực vật số 451), làm cho Fascell trở thành một trong những giống xoài được cấp bằng sáng chế đầu tiên ở Florida. Bắt đầu từ năm 1942, cây được bán tại các vườn ươm ở quy mô nhỏ. Mặc dù nó không bao giờ trở thành một cây trồng trước sân nhà phổ biến, Fascell vẫn được trồng ở quy mô thương mại nhỏ ở Florida.
Một cây Fascell được trồng trong bộ sưu tập của Trung tâm nghiên cứu và giáo dục nhiệt đới của Đại học Florida ở Homestead, Florida 

## Miêu tả

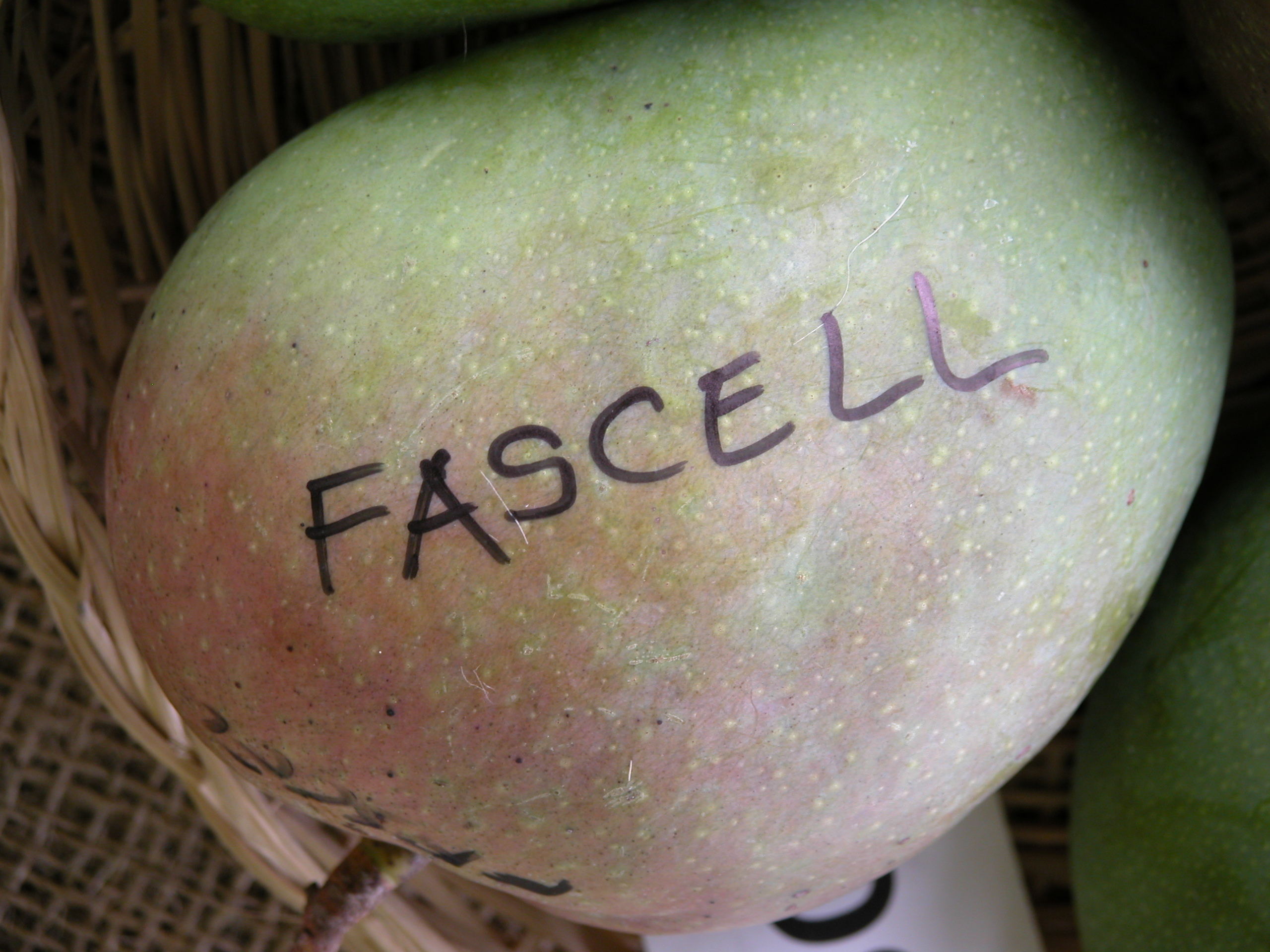
Trưng bày những quả xoài 'Fascell' trong Agricultural Fiesta tại Công viên trái cây và gia vị ở Homestead, Florida.

Quả có hình bầu dục và không có mũi khoằm, có hình dạng bên bị nén và thường có hình giống như trái tim. Nó chuyển sang màu vàng khi trưởng thành với màu đỏ tươi có màu sáng. Thịt xoài ngọt và không có chất xơ, có chứa một hạt đơn phôi. Nó thường ra quả từ tháng 6 đến tháng 7 ở Florida.
Cây 'Fascell' là một giống cây trồng phát triển mạnh mẽ với tán cây lan rộng.